# 川西市立東谷小学校
川西市立東谷小学校（かわにししりつ ひがしたにしょうがっこう）は、兵庫県川西市見野にある公立小学校。児童数は、2023年5月1日時点で588人と川西市立小学校の中で4番目に多い。

## 歴史
- 1873年9月10日 - 甘露寺に山下小学校を創立[2]。
- 1877年10月8日 - 山下小学校を智嚢小学校と改称。
- 1878年11月3日 - 新校舎が笹部字古屋敷に設立される。
- 1879年4月1日 - 黒川小学校を合併、黒川小学校は智嚢小学校黒川分校となる。
- 1887年4月1日 - 改正小学校令より東谷簡易小学校となる。黒川分校は再び分離される。
- 1889年4月7日 - 東谷村が設立されたことにより、東谷村立東谷簡易小学校となる。
- 1892年4月1日 - 智嚢尋常小学校と改称。
- 1900年6月9日 - 東谷尋常小学校と改称。
- 1901年9月1日 - 東谷高等尋常小学校と改称。
- 1941年4月1日 - 国民学校令により東谷村立東谷国民学校となる。
- 1947年4月1日 - 学制改革により東谷村立東谷小学校となる。
- 1954年8月1日 - 川西市制施行により、川西市立東谷小学校となる。
- 1956年3月15日 - 校歌「我等はここに」制定。
- 1972年4月1日 - 東谷小学校から、川西市立牧の台小学校が分離開校。
- 1973年11月23日 - 創立100周年記念式典を挙行。
- 1977年3月31日 - 黒川小学校の休校に伴い、編入を受け入れる。
- 1984年4月1日 - 市立川西病院に院内学級（たんぽぽ学級）設置。
- 1987年4月1日 - 東谷小学校から、川西市立北陵小学校が分離開校。
- 2023年9月 - 創立150周年記念式典を挙行。

## 周辺施設
- 東谷幼稚園
- 川西市北消防署
- 川西見野郵便局
- JA兵庫六甲東谷支店
- マクドナルド173川西店
- ゲオ川西山下店

## アクセス
- 能勢電鉄山下駅より徒歩5分
- 阪急バス西能勢線・「山下」バス停下車すぐ

## 通学区域が隣接している学校
- 川西市立牧の台小学校
- 川西市立多田東小学校
- 川西市立緑台小学校
- 川西市立陽明小学校
- 川西市立清和台小学校
- 猪名川町立松尾台小学校
- 川西市立北陵小学校

以下は大阪府。
- 能勢町立能勢ささゆり学園
- 豊能町立東能勢小学校
- 豊能町立吉川小学校
- 豊能町立光風台小学校

## 著名な出身者
- 鈴川真一 （プロレスラー・元大相撲力士） - 1996年卒業。東谷小時代は野球部に所属していた[3]。